# Milena Raičević
Milena Raičević (leánykori neve: Milena Knežević, Podgorica, 1990. március 12. –) korábbi montenegrói válogatott kézilabdázó, irányító. 2024-es év végi visszavonulása előtt a román élvonalbeli Rapid București játékosa volt. Karrierje nagy részét a ŽRK Budućnost Podgorica csapatánál töltötte.

## Pályafutása
Milena Raičević a montenegrói top csapat, a ŽRK Budućnost Podgorica saját nevelésű játékosa. A felnőtt csapattal 2009-óta minden évben megnyerte a montenegrói bajnokságot és kupát. Nemzetközi kupát eddig háromszor nyert: 2010-ben a KEK-et nyerték meg, 2012-ben és 2015-ben pedig a Bajnokok Ligáját.
A 2014. március 9-én lejátszott Bajnokok Ligája középdöntő mérkőzésen a Győri Audi ETO KC-t fogadta a csapata, és a mérkőzés utolsó percében 26:26-os állásnál a győriek irányítóját, Görbicz Anitát arcon fejelte. A mérkőzés játékvezetői nem vették észre az esetet, a mérkőzés után a győri csapat jelezte a sportszerűtlenséget az Európai Kézilabda-szövetség felé. A szövetség kétmeccsess eltiltással büntette a játékost, így a Bajnokok Ligája döntőjén visszatérhetett csapatába, amely éppen a győri csapattal vívta a finálét. A büntetést több kézilabda-szakember túl enyhének találta, amelyet a klubja kiegészítette azzal, hogy a szezon hátralévő részében fele fizetését megvonta. A játékos az eset után nyílt levélben kért elnézést.
A montenegrói válogatottal a 2010-es Európa-bajnokság óta vesz részt világeseményeken. Tagja volt a 2012-es olimpián ezüstérmes csapatnak, illetve a 2012-es Európa-bajnokságot megnyerő csapatnak. A 2016-os rioi olimpián meglepetésre nem sikerült a csoportból továbbjutniuk.
2020 októberében nyilvánosságra került, hogy gyermeket vár, emiatt a szezon hátralévő részében már nem lépett pályára. 2021 januárjában a Győri Audi ETO KC elleni BL-mérkőzésen Bojana Popović vezetőedző megbetegedése miatt Milena Raičević és Suzana Lazović irányította edzőként a csapatot. Gyermeke születése után már nem a montenegrói csapathoz tért vissza, a török bajnok Kastamonu Belediyesi GSK játékosa lett.
1 szezon után visszatért Podgoricába. 2023 végén Raičević beperelte klubját, miszerint szülési szabadsága idején nem fizették ki neki a megfelelő összeget, a montenegrói klub válaszul kölcsönadta játékosát a ŽRK Rudarnak. Bojana Popović - a Buducsnoszt vezetőedzője, egyben Montenegró szövetségi kapitánya - még a világbajnokságra utazó keretből is kihagyta a klasszis irányítót. Még 2023 decemberében írt alá a román élvonalbeli, jelenleg a bajnokságban második helyen álló Rapid București csapatához, melyhez azonnali hatállyal csatlakozott (a karácsonyi szünet miatt 2024 januárjában).
A 2024-es Európa-bajnokságra utazó keretbe már visszakerült, ám még a torna elején lesérült és a kispadról segítette a válogatottat. A középdöntő utolsó mérkőzésén (mely során a továbbjutás volt a cél) Raičević két hétméteres erejéig a pályára került, melyekből az elsőt simán bedobta, a második hetese azonban a kapufát találta el. Montenegró utolsó támadásából nem tudott gólt szerezni, mely következtében a válogatott elvesztette a meccset és kiestek a tornáról. Az eset után Raičević azonnali hatállyal bejelentette visszavonulását.

## Sikerei
- Olimpiai ezüstérmes: 2012
- Európa-bajnokság győztese: 2012
- Bajnokok Ligája győztese: 2012, 2015
- Kupagyőztesek Európa-kupája győztese: 2010